# Control (альбом Pedro the Lion)
Control — третий студийный альбом американской инди-рок группы Pedro the Lion. Он был выпущен 16 апреля 2002 года лейблом Jade Tree. Это концептуальный альбом о бизнесмене, у которого есть внебрачная связь, и его безвременной смерти от рук отвергнутой жены. В альбоме затрагиваются такие темы, как неверность, воспитание детей, жадность, коммерция, месть и страх смерти.
Альбом получил положительные отзывы критиков.

## Отзывы
| Совокупная оценка | Совокупная оценка |
| Источник          | Оценка            |
| ----------------- | ----------------- |
| Metacritic        | 75/100            |
| Оценки критиков   |                   |
| Источник          | Оценка            |
| Allmusic          | [ 1 ]             |
| Pitchfork Media   | (7.2/10)          |
| Rolling Stone     | (favorable)       |

Альбом получил положительные отзывы критиков.
Адам Брегман из AllMusic написал: «Христианский инди-рок? Это должно было случиться, ведь христианский металл и панк-рок существуют уже десятилетие или даже больше. Певец/автор Дэвид Базан из Pedro the Lion, безусловно, набожен, но вместо того, чтобы проповедовать чистый образ жизни или посвящать свою музыку Иисусу, его песни — о вере, сомнениях и вызовах своей вере. Его поклонники скорее инди, чем христиане, любят его лилейный плаксивый голос и приглушенные, мрачные мелодии, которые иногда рок, но чаще дрон. Control ни в коей мере не отличается от других его альбомов. К Базану, который играет на гитаре, барабанах, басе и клавишных в Control и часто использует все инструменты на своих записях, на этот раз присоединился Кейси Фуберт на басу, перкуссии и клавишных. Базан — прекрасный гитарист, и его мелодии сильны, но он еще не Эллиотт Смит. Возможно, если он расширит рамки своего песенного творчества и тематику, то сможет стать будущим наследником трагически освободившегося трона инди-рока-исповеди, который занимал Смит».

## Список композиций
Все треки написал David Baza, кроме «Penetration», «Magazine» и «Second Best», где соавтор Casey Foubert.
1. «Options» — 3:56
2. «Rapture» — 3:26
3. «Penetration» — 3:55
4. «Indian Summer» — 3:21
5. «Progress» — 4:09
6. «Magazine» — 4:01
7. «Rehearsal» — 3:48
8. «Second Best» — 6:00
9. «Priests And Paramedics» — 4:35
10. «Rejoice» — 3:11